# Maurizio Latelli
Maurizio Latelli (Lamezia Terme, 10 dicembre 1974) è un pallavolista italiano.

## Carriera
Crebbe nel vivaio del Petrarca Padova come palleggiatore, e in quel ruolo militò principalmente in Serie B. A partire dal 1999, con l'Alver Lamezia Terme, fu schierato nel ruolo di libero: con la squadra calabrese ottenne una promozione in Serie A2. Nella stagione 2002-03 esordì in Serie A1, con la maglia della Copra Ventaglio Piacenza e disputò in quegli anni il FIVB World Tour di beach volley difendendo i colori azzurri in coppia con Paolo Alessandro Amari.
Negli anni successivi vestì le maglie di Montichiari, Vibo Valentia, Latina e Taranto, sempre in A1. È stato successivamente ingaggiato dalla BluVolley Verona per le stagioni 2008-11. Cessò la carriera nel 2013 a Piacenza dopo aver giocato al Club Italia.

## Palmarès

### Club
- Challenge Cup: 1

2012-13